# Hyloxalus awa
Hyloxalus awa es una especie de anfibio anuro de la familia Dendrobatidae.

## Distribución geográfica
Esta especie es endémica del noroeste de Ecuador. Habita entre los 265 y 1 220 m de altitud en la llanura del Pacífico y en la vertiente occidental de la cordillera occidental.

## Descripción
Los machos miden de 16.1 a 22.4 mm y las hembras de 19.1 a 25.9 mm.

## Etimología
Esta especie lleva el nombre en referencia al territorio Awá.

## Publicación original
- Coloma, 1995 : Ecuadorian frogs of the genus Colostethus (Anura: Dendrobatidae). University of Kansas Natural History Museum Miscellaneous Publication, vol. 87, p. 1-72[5]